# University of Toronto Press
University of Toronto Press (UTP) es una editorial universitaria independiente estrechamente ligada a la Universidad de Toronto. Fue fundada en 1901 para imprimir exámenes universitarios y calendarios, así como para reparar libros de las bibliotecas de la Universidad, siendo así la primera editora académica de Canadá.